# Emmenopterys henryi
Emmenopterys henryi Oliv., 1823 è una pianta della famiglia delle Rubiaceae, originaria delle aree temperate della Cina centrale e meridionale e del Vietnam. È l'unica specie nota del genere Emmenopterys.
L'epiteto specifico è un omaggio al botanico e sinologo irlandese Augustine Henry (1857–1930).

## Descrizione

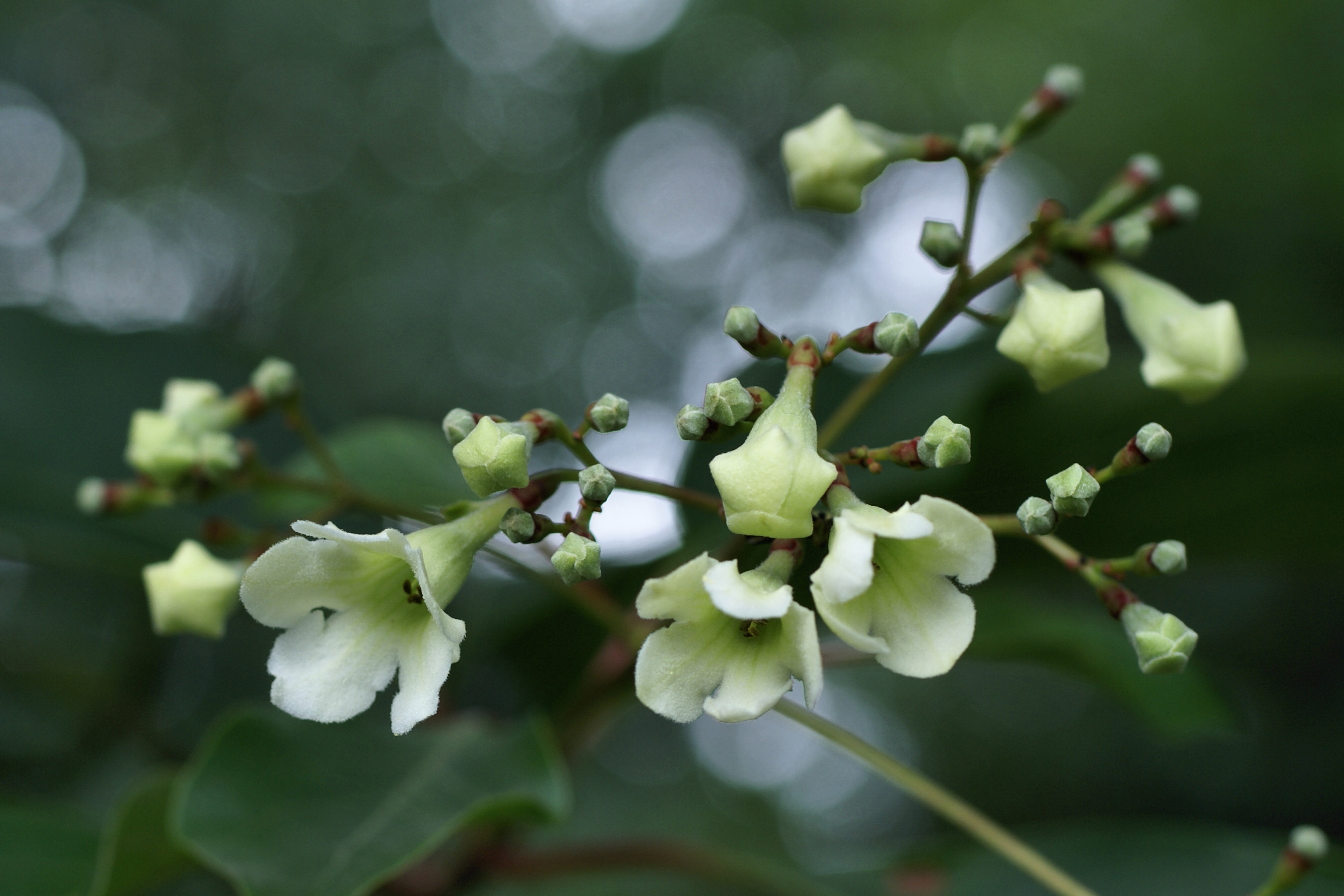
Infiorescenza

È un albero deciduo che può raggiungere un'altezza di 45 m e un'età di 1000 anni.   Questo albero può non fiorire fino al raggiungimento dei 30-100 anni di età e la fioritura sembra essere innescata da una lunga estate calda. Le infiorescenze sono accompagnate da una larga brattea bianca.

## Distribuzione e habitat
La specie è nativa della Cina e del Vietnam.
E. henryi arrivò per la prima volta in Europa nel 1907, quando Ernest Wilson la introdusse in Inghilterra, mentre la prima fioritura di questa pianta nell'Europa continentale risale al 1971 e avvenne nei giardini botanici di Villa Taranto a Verbania, sul Lago Maggiore.